# فرناس 142

مقصورة فرناس142

فرناس 142 (بالفرنسية: firnas 142)‏، هي طائرة جزائرية الصنع خفيفية ذات مقعدين، تصميمها وتصنيعها تم لشركة البناء أيس (ECA) للطيران ،وهذه الطائرة متعددة الخدمات لقدرتها على استخدامها للتدريب والتعليم الأساسي (في المدارس العسكرية والمدنية)، وكذلك لعمليات الملاحة الجوية (ليلا ونهارا)، والتحكم في النقل البحري ومراقبة الأرض، وإخلاء المناطق خلال الحرب والاستعمال الطبي والإغاثة، وتستعمل في نقل البريد والاتصالات والسياحة.

## الوصف

اجزاء الطائرة

- هي طائرة خفيفة ذات مقعدين ،استوحى شكلها هي وسفير 43 من طائرة زلين 142. محركها AK 337M
- الطول :7.33 م
- الارتفاع: 2.75 م
- باع الجناح: 9.16 م
- الوزن وهي فارغة: 745 كلغ
- الوزن الأقصى عند الإقلاع: 1090 كلغ
- السرعة القصوى: 333 كلم / سا
- سرعة الطيران المطرد: 215 كلم / سا
- سقف الارتفاع: 5000 م
- المدى: 1050 كلم